# Liste der mandäischen Schriftzeugnisse
Dies ist eine Liste der mandäischen Schriftzeugnisse. Die uns überlieferten mandäischen Textzeugnisse lassen sich aufgrund ihrer sakralen Bedeutung in zwei Kategorien einteilen: die Schriften für die Gläubigen, wie zum Beispiel die Sidra Rabbā und die Qolastā und die Schriften für die mandäische Priesterschaft beispielsweise Die 1012 Fragen, Die Auflegung der Krone des großen Šišlam und andere. Die folgende Einteilung weicht durch ihren säkularen Charakter hiervon ab.

## Entstehung der Schriften
Aufgrund der Diversität der Schriftzeugnisse kann heute wenig über Redaktoren oder Autoren gemutmaßt werden. Es ist jedoch anzunehmen, dass die Schriftzeugnisse sowohl ältere als auch neue Traditionen überliefern, was wiederum zu einem Interpretationsproblem führt.
Es kann angenommen werden, dass viele Schriften bereits vor der Invasion des Islams in mandäische Gebiete niedergeschrieben wurden. Der älteste mandäische, magische Text wird auf das 4. und 5. Jahrhundert n. Chr. datiert.

## Die kanonischen Schriften
- Sidra Rabbā
- Qolastā
- Drašâ d-Jōhânā
- Diwan Abathur
- Harran Gawaitha
- Diwan Maṣbuta d-Hibil Ziwa
- Alf trisar ŝuialia Die 1012 Fragen.
- Šarh d-qabin d-Šišlam Rabbā Erklärung der Hochzeit des großen Šišlam.
- Šarh d-Traṣa d-Taga d-Šišlam Rabbā Erklärung der Auflegung der Krone des großen Šišlam. Ein Ritual zur Ordination des mandäischen Klerus.
- Asfar Malwāšē, ein astrologisches Traktat.

## Diverse Handschriften
- Tafsir Pagra
- Drašâ d-Malkuta 'Laitha
- Alma Risaiia Rabbā
- Alma Risaiia Zuta
- Diwan d-Nahrauta, Buch der Flüsse. Eine Beschreibung der Šum-Kušţa-Welt.
- Šarh Traša d-Mandi
- Diwan d-Qabin d-Šišlam Rabbā
- Die festgelegte Form der Messe (masiqta) von Šitil, Dabahata und Dukrania
- Diwan Qadaha Rabbā, Buch des Herrn der Größe
- Šarh d-Ptaha d-Bimanda
- Šarh d-Masiqta Dakia, Die Öl-Messe
- Šarh d-Zidqa Brikha
- Safta d-Masihfan Rabbā
- Šarh d-Maṣbuta Rabtia d-Tlaima Usitin Maṣbutiata
- Niania d-Maṣbuta
- Šums d-Mara d-Rabuta
- Diwan Razii d-Bhathia
- Diwan u-Dmuth Kušta
- Diwan Dasfir Owaljē
- Diwan Alma Rišaia Rabbā
- Diwan Alma Rišaia Zuţa
- Bšumaihun d-hiia rbia
- Sidra d-Nišmatha
- Qmaha Šafta d-Dahlulia
- Niania
- Zarazti
- Bišrati
- Qmaha d-Hibil Ziwa
- Verschiedene Masktha
- Verschiedene Qmahas und Zraztas
- Unreinheit und Heilung (mand. Bezeichnung?)
- Begräbnis, Postulat und Priesterschaft (mand. Bezeichnung?)
- In Bezug auf die erste Taufe des Postulanten-Ermahnungen (mand. Bezeichnung?)
- Šafta d-mihla, Die Schriftrolle des Salzes (Bodleian Library Ms. DC 40)
- Šarh d-Parwānājē, oder Panšā (Bodleian Library MS. DC 24), das Fest der fünf Epagomenen und ein Hochzeitsritual. Die Handschrift ist am Anfang und in der Mitte ergänzt.
- Šarh d-Tabahata (Bodleian Library MS. DC 42)
- Šarh d-Zihrun-Raza-Kasia (Bodleian Library MS. DC 27)
- Codex Petermann I, 155; Staatsbibliothek zu Berlin
- Londoner Rolle A; British Museum. Šarh d-Traṣa d-Taga d-Šišlam Rabbā
- Londoner Rolle B; British Museum. Apotropäischer Inhalt
- Bleitafeln Klein; British Museum
- Oxforder Rolle G; Bodleian Library. Zwei Texte apotropäischen Inhalts.
- Codex Marsh. 691 (Oxforder Gebetsammlung genannt); Bodleian Library
- Code Sabéen 8; Bibliothèque nationale de France
- Code Sabéen 15; Bibliothèque nationale de France
- Code Sabéen 16 (auch Pariser Diwan genannt); Bibliothèque nationale de France
- Code Sabéen 24 und 27; Bibliothèque nationale de France. Enthält magische Anordnungen und Vorlagen für Amulette.
- Code Sabéen 25; Bibliothèque nationale de France. Dieses Traktat ist eine Abschrift des Asfar Malwāšē. Es enthält jedoch einen längeren Anhang jüngeren Datums.
- Das Leidener Glossar; ehemals in Amsterdam

## Beschriftete Artefakte
Hierzu zählen Münzen aus der Charakene, Epitaphe, Zauberschalen und Amulette.
Typisch für mandäische Zauberschalen und Amulette sind figürliche Darstellungen von Lebewesen und Gegenständen in kubischer Form. → Siehe Abbildungen im Artikel Abathur.